# Zurab Kipsidze
Zurab Kipsidze, Zurab Kipshidze (grúzul: ზურა ყიფშიძე) (Tbiliszi, 1953. augusztus 10., –) grúz színész, Grúzia tiszteletbeli művésze (1988).

## Életrajza
Zurab Kipsidze 1953. augusztus 10-én született Tbilisziben. Édesanyja Elene Kipsidze színésznő.
1970-1971-ben a tbiliszi Sota Rusztaveli Színházi Intézetben tanult. Ezután Moszkvába költözött, és 1976- ban ott diplomázott az Geraszimov Filmművészeti Intézetben, Tamara Fjodorovna Makarova növendékeként.
1976 óta a Grúzia Filmstúdió színésze.
Színházi színészként szerepelt a Tumanisvili Színházban, a Rusztaveli Színház, a Mardzsanisvili Színházban és a Színház az Atoneli-n színházban is.
A Nyika-díj kitüntetettje (1997).

## Filmográfia
- 1966.: "A kis Kocsoja" (Kis Kocsoja) rendező. Giorgi Sengelaja
- 1971: "A világ" (Apraszion) rendezők: Sota Managadze, Nodar Managadze
- 1972: „Amikor kivirágoztak a mandulák” (Zura) rendező Lana Gogoberidze
- 1974: "Lányok-Anyák"
- 1976: "Tryn-trava"
- 1977: "A dobozok" rendező. Bidzina Cseidze
- 1977: "A benzinkereskedő" (sofőr) rendező. Bidzina Cseidze
- 1978: "A remény zöld szigete" (Gogi) rendező. Omar Gvaszalia
- 1979: "Az ősök földje" (Lasa) rendezők Grigol (Giga) Lortkipanidze, Giuli Csohonelidze
- 1980: "Kikvidze" (Kikvidze) rendezők: Giorgi Kalatozisvili, Guram (Gizo) Gabeskiria
- 1980: „Szülőföldem (a kerületi bizottság titkára)” (tanár) rendező: Revaz (Rezo) Cseidze
- 1981: „A keresztrejtvény szerelmeseinek” (Otar) rendező: Bahadur Culadze
- 1981: "Az út hazáig" rendező. Alexander (Sasha) Rehviasvili
- 1982: "Fogadd el a kihívást, Seniors" (Fabrizio) rendező. Konstantine (Kote) Szurmava
- 1984: "A vonat" rendező. Vahtang Kotetisvili]
- 1984: „A fiatal zeneszerző utazása” (Elizbar Cereteli) rendező: Giorgi Sengelaja
- 1984: „A szurámi vár legendája” (Durmishan) rendezők: Dodo Abasidze, Szergej Paradzsanov
- 1985: „Arsena verse” (Zaal Baratasvili, Farsadani, tiszt, Kucsatneli) rendezők: Nana Hatiskaci, Tengiz Magalashvili 1985: "Műkarácsonyfa " rendező. Rezo Esadze
- 1985: "Bagration" rendezők: Karaman (Guguli) Mgeladze, Giuli Csohonelidze
- 1986: "Mikulás" (Kote) rendező. Miheil Antadze
- 1986: "The Argonauts" (Jason) rendező. Jevgenyij Ginzburg
- 1986: "Eli és Raru kalandjai" rendező. Guram Petriashvili
- 1987: "Bravó, Albert Lolich!" (Albert Lolich) rendező: Merab Tavadze
- 1989: Giga, Angel és mások (Schuler - Zura) rendező. Irina Kvirikadze
- 1989: „A bűn gyermekei” (Mgelika) rendező: Goderdzi Csoheli
- 1989: "Don Quijote és Sancho élete" (Hamlet, Dánia hercege) rendező: Revaz (Rezo) Cseidze
- 1989: „The Lone Hunter” (Andro) rendező: Keti Dolidze
- 1990: "Sztálin elvtárs utazása Afrikába" (Iszmailov) rendező. Irakli Kvirikadze
- 1990: Siege (A király) rendező. Omar Gvaszalia
- 1991: "A fal" (Alexander Didebulidze) rendező. Zaza Buadze
- 1992: "Az aranypók" (Gudzsabidze docens) rendezők: Miheil Antadze, Giorgi (Gogi) Kavtaradze, David Kvirchalia
- 1992: "Anna születésnapja" rendező. Lia Dzsodzsua
- 1993: "Express Information" (Douglas) rendező. Eldar Sengelaja
- 1993: "Hűséges" rendező. Giorgi Levashov-Tumanishvili
- 1994: "The Flash Art"
- 1994:  "A megölt lélek " (Arthur Berzin) rendező. Karaman (Guguli) Mgeladze
- 1996: "A múlt szellemei" rendező. Levan Tutberidze
- 1996: "Van Gogh füle" rendező. Alekszander (Szandro) Vahtangov
- 1996: „Orpheus halála” (Vahtang Itrieli) rendező. Giorgi Sengelaja
- 1998: "A táncos ideje"
- 1998: "Karagma" rendező. Alekszander (Szandro) Vahtangov
- 1999: "A magány lovagja" rendező. Alekszander (Aleko) Cabadze
- 2000: "Kedves M." rendező. Otar Samatava
- 2000: "Rejtélyek" (Coca)
- 2000: "Paradicsomi városunk utcáin" rendező. Giorgi Gacsecsiladze
- 2001: "A láthatatlan" (Gela Sanidze) rendező. Giorgi Kahabrisvili
- 2001: "Anthimosz, az ibériai" (Brinkovianu király) rendező. Giuli Csohonelidze
- 2002: "Drongo" (Guram Hotivari)
- 2002: „Jégkorszak” (Guram Pavlikadze) rendező. A. Buravszkij
- 2002: "Árvák" rendező. Zurab Tutberidze
- 2003: „Egy másik grúz történet” rendező. Erekle Badurasvili
- 2005: „Jön a vonat” (Genó, Költő) rendező: Giorgi Sengelaja
- 2008: „Marine Patrol” (Rómeó, egykori tolvaj ) rendező. E. Szerov, V. Csiginszkij
- 2008: "Vasziljevszkij-sziget"
- 2008: "Három ház" rendező. Zaza Urusadze
- 2009: „A lány a csúszdáról” (Natia apja) rendező: Giorgi Agladze
- 2009: „Konfliktuszóna (Séta Karabahban 2)” rendező. Vano Burduli
- 2013: „A takaróm hajtogatása” rendező. Zaza Rusadze
- 2013: "Traktor" rendező. Giorgi Megrelisvili
- 2013: „Nehéz Istennek lenni” (Zurab) rendező: A. Germani

## Színházi szerepeiből

### Tumanisvili Színház
- Jacob Curtaveli "Szuszanik kínzása" (Pitiah, Kartli és Hereti ura) rendező. Miheil Tumanisvili
- Szergej Szuhovo-Kobjilin "Az eset" (Tarelkin) rendező. Miheil Tumanisvili
- Molière "Don Juan(wd)" (Don Juan) rendező. Miheil Tumanisvili
- Thornton Wilder "A mi kis városunk" (Archil Gamrekeli) rendező. Miheil Tumanisvili
- David Kldiasvili "Bakula malacai" (Porfirij) rendező. Miheil Tumanisvili
- William Shakespeare "Lear király" (Lear király) rendező. Zurab Gecadze

### Rusztaveli Színház
- Pedro Calderón de la Barca : "Az élet álom" (Segismundo) rendező. Robert Sturua

### Mardzsanisvili Színház
- August Strindberg "Apa" rendező. Temur Chkheidze
- Yasmina Reza "Művészet" (Mamia) rendező. Temur Chkheidze

### Színház az Atoneli-n
- Sławomir Mrożek: "Emigránsok" rendező. Irakli Apakidze

## Díjai, elismerései
- 1988 – A Grúz Szovjet Szocialista Köztársasáf tiszteletbeli művésze
- 1990 – Nagydíj a "Don Juan" című darab főszerepéért
- 1997 - "Arany maszk-díj"  August Strindberg: Apa című előadás főszerepéért
- 1998 - Az Orosz Filmakadémia fődíja:  Nyika-díj  (A táncos ideje" c. film)
- 1999 – Nagydíj - August Strindberg: Apa c. darab főszerepéért
- 2017 – Az év legjobb férfi színésze / a "Lear király" című darabért  -  A Grúz Színházi Társaság díja
- 2017 – Az év legjobb férfi színésze / a "Lear király" című darabért / Színházi Kritikusok Szövetségének díja
- 2024 – Tbiliszi díszpolgára [1]

## Fordítás
Ez a szócikk részben vagy egészben  a(z)   ზურა ყიფშიძე című grúz Wikipédia-szócikk fordításán alapul.  Az eredeti cikk szerkesztőit annak laptörténete sorolja fel. Ez a jelzés csupán a megfogalmazás eredetét és a szerzői jogokat jelzi, nem szolgál a cikkben szereplő információk forrásmegjelöléseként.